# Xã West Franklin, Quận Armstrong, Pennsylvania
Xã West Franklin (tiếng Anh: West Franklin Township) là một xã thuộc quận Armstrong, tiểu bang Pennsylvania, Hoa Kỳ. Năm 2010, dân số của xã này là 1.853 người.